# Antonia Brico

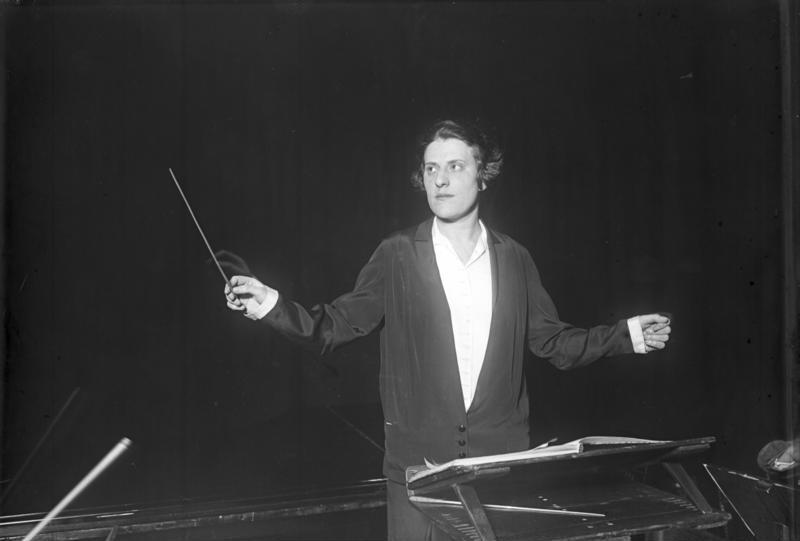
Antonia Brico chỉ huy Dàn nhạc Philharmonie ở Berlin năm 1930.

Antonia Louisa Brico (26 tháng 6 năm 1902 - 3 tháng 8 năm 1989)  là một nữ nhạc trưởng và nghệ sĩ piano người Mỹ gốc Hà Lan.

## Thiếu thời và nền tảng giáo dục
Antonia Louisa Brico sinh ngày 26 tháng 6 năm 1902 theo khai sinh, tại Rotterdam, Hà Lan, bởi một người mẹ đơn thân người Hà Lan. Mẹ bà là một tín hữu Công giáo, nên việc sinh con mà chưa lập gia đình là một điều khó chấp nhận thời bấy giờ. Vì vậy, bà được được một cặp vợ chồng không con nhận nuôi và được đổi tên thành Wilhelmina Wolthuis. Bà cùng cha mẹ nuôi di cư đến Hoa Kỳ vào năm 1908 và định cư tại California. 
Khi rời Trường Trung học Kỹ thuật Oakland ở Oakland vào năm 1919, Brico đã là một nghệ sĩ piano tài năng và có kinh nghiệm chỉ huy dàn nhạc. Tại Đại học California, Berkeley, bà làm trợ lý cho giám đốc Nhà hát Opera San Francisco. Sau khi tốt nghiệp vào năm 1923, bà theo học piano với nhiều giáo sư khác nhau, đáng chú ý nhất là Zygmunt Stojowski.
Năm 1927, Brico vào Học viện Âm nhạc Quốc gia Berlin và tốt nghiệp lớp cao học chỉ huy dàn nhạc vào năm 1929. Trong thời gian đó, bà cũng là học trò của Karl Muck, nhạc trưởng của Dàn nhạc Giao hưởng Hambur, người mà bà đã học thêm 3 năm nữa sau khi tốt nghiệp.

## Sự nghiệp
Sau khi ra mắt với tư cách nhạc trưởng chuyên nghiệp với Dàn nhạc Giao hưởng Berlin vào tháng 2 năm 1930, Brico đã cộng tác với Dàn nhạc Giao hưởng San Francisco và Dàn nhạc Giao hưởng Hamburg. Bà nhận được sự hoan nghênh nhiệt liệt từ giới phê bình và công chúng. Không lâu sau đó, bà đã xuất hiện với tư cách nhạc trưởng khách mời của Dàn nhạc Giao hưởng Nhạc sĩ tại Detroit, Washington, D.C. và nhiều nơi khác. Năm 1934, bà được bổ nhiệm làm nhạc trưởng của Dàn nhạc Giao hưởng Nữ mới thành lập, và đến tháng 1 năm 1939 (sau khi kết nạp thêm nam giới), đã trở thành Dàn nhạc Giao hưởng Brico. 
Tháng 7 năm 1938, Brico trở thành người phụ nữ đầu tiên chỉ huy Dàn nhạc giao hưởng New York, và vào năm 1939, đã chỉ huy Dàn nhạc liên bang trong các buổi hòa nhạc tại Hội chợ thế giới New York năm 1939. Trong chuyến lưu diễn dài ngày ở Châu Âu, bà xuất hiện với tư cách là nghệ sĩ piano và nhạc trưởng, Brico được Jean Sibelius mời chỉ huy Dàn nhạc giao hưởng Helsinki.
Năm 1942, Brico định cư tại Denver, Colorado. Tại đây, bà đã thành lập Hội Bach và Nhóm nhạc dây nữ. Bà cũng chỉ huy Dàn nhạc Doanh nhân Denver, năm 1968 trở thành Dàn nhạc giao hưởng Brico, và năm 1948, bà trở thành nhạc trưởng của Dàn nhạc giao hưởng cộng đồng Denver (sau này là Dàn nhạc giao hưởng Denver)  Bà là nhạc trưởng của Dàn nhạc giao hưởng Boulder từ năm 1958-1963. Bà là giáo sư piano hoặc chỉ huy cho nhiều học trò như Judy Collins, Donald Loach, James Erb và Karlos Moser. Brico sau đó tiếp tục xuất hiện với tư cách là nhạc trưởng khách mời của nhiều dàn nhạc giao hưởng trên khắp thế giới, bao gồm cả Dàn nhạc giao hưởng nữ Nhật Bản.
Một bộ phim tài liệu về cuộc đời của Brico, có tựa đề Antonia: A Portrait of the Woman, do chính học trò của bà là Judy Collins và Jill Godmilow đạo diễn, ra mắt năm 1974. Trong phim, Brico đã thẳng thắn trực tiếp mô tả cuộc đấu tranh lâu dài trong sự nghiệp của bà với định kiến về giới tính, điều đã ngăn cản bà giữ vai trò chỉ huy dàn nhạc nhiều hơn. Bộ phim được đề cử Giải Oscar cho Phim tài liệu hay nhất và sự nổi tiếng của nó một phần là lý do khiến Brico được mời chỉ huy Dàn nhạc Giao hưởng Mozart trong các buổi hòa nhạc cháy vé do Columbia Records thu âm năm 1975, và Dàn nhạc Giao hưởng Brooklyn năm 1977. Năm 2003, Thư viện Quốc hội Hoa Kỳ đã đánh giá bộ phim là "có ý nghĩa về mặt văn hóa, lịch sử hoặc thẩm mỹ" và được chọn để lưu giữ tại Cơ quan Lưu trữ Phim Quốc gia.

## Cái chết và di sản
Trong những năm cuối đời, Brico đã sống tại Bella Vita Towers, một viện dưỡng lão ở Denver, kể từ năm 1988. Bà qua đời 3 tháng 8 năm 1989, sau một thời gian dài lâm bệnh ở tuổi 87.
Bảo tàng Lịch Sử Colorado, trước đây là Hiệp hội Lịch sử Colorado, hiện đang bảo quản một bộ sưu tập lớn các giấy tờ cá nhân của Brico. Bà cũng được giới thiệu vào Đại sảnh Danh vọng phụ nữ Colorado năm 1986.
Bộ phim "The Conductor" (tiếng Hà Lan: De Dirigent, Nhạc trưởng) của đạo diễn người Mỹ gốc Hà Lan Maria Peters nói về cuộc đời của Brico, với sự tham gia của nữ diễn viên Christanne de Bruijn thủ vai Antonia Brico, được phát hành vào năm 2018.
Sách tranh thiếu nhi In One Ear And Out The Other: Antonia Brico And Her Amazingly Musical Life của Diane Worthey và minh họa bởi Morgana Wallace được Penny Candy Books xuất bản vào năm 2020. Cuốn sách được xếp vào Lựa chọn Tiêu chuẩn Vàng của Thư viện Thiếu nhi.